# Park Tae-hong
Park Tae-Hong (sinh ngày 25 tháng 3 năm 1991) là một cầu thủ bóng đá Hàn Quốc hiện tại thi đấu cho đội bóng tại K League 2 Busan IPark.

## Thống kê câu lạc bộ
| Thành tích câu lạc bộ | Thành tích câu lạc bộ | Thành tích câu lạc bộ | Giải vô địch | Giải vô địch | Cúp                   | Cúp                   | Tổng cộng | Tổng cộng |
| Mùa giải              | Câu lạc bộ            | Giải vô địch          | Số trận      | Bàn thắng    | Số trận               | Bàn thắng             | Số trận   | Bàn thắng |
| Nhật Bản              | Nhật Bản              | Nhật Bản              | Giải vô địch | Giải vô địch | Cúp Hoàng đế Nhật Bản | Cúp Hoàng đế Nhật Bản | Tổng cộng | Tổng cộng |
| --------------------- | --------------------- | --------------------- | ------------ | ------------ | --------------------- | --------------------- | --------- | --------- |
| 2011                  | Yokohama FC           | J2 League             | 25           | 0            | 1                     | 0                     | 26        | 0         |
| 2012                  | Yokohama FC           | J2 League             | 3            | 0            | 0                     | 0                     | 3         | 0         |
| 2013                  | Yokohama FC           | J2 League             | 0            | 0            | 0                     | 0                     | 0         | 0         |
| Quốc gia              | Nhật Bản              | Nhật Bản              | 28           | 0            | 1                     | 0                     | 29        | 0         |
| Hồng Kông             | Hồng Kông             | Hồng Kông             | Giải vô địch | Giải vô địch | Shield & Cúp          | Shield & Cúp          | Tổng cộng | Tổng cộng |
| 2013–14               | Yokohama FC Hồng Kông | Hạng nhất             | 0            | 0            | 0                     | 0                     | 0         | 0         |
| Quốc gia              | Hồng Kông             | Hồng Kông             | 0            | 0            | 0                     | 0                     | 0         | 0         |
| Tổng                  | Tổng                  | Tổng                  | 28           | 0            | 1                     | 0                     | 29        | 0         |